# Empuriabrava
Empuriabrava är en ort i Spanien.   Den ligger i kommunen Castelló d'Empúries i provinsen Província de Girona och regionen Katalonien, i den nordöstra delen av landet, 600 km öster om huvudstaden Madrid. Empuriabrava ligger 2 meter över havet och antalet invånare är 8 000.
Terrängen runt Empuriabrava är platt åt sydväst, men åt nordost är den kuperad. Havet är nära Empuriabrava åt sydost. Närmaste större samhälle är Figueres, 13,2 km väster om Empuriabrava. 